# Liste des circonscriptions législatives des Hautes-Alpes
Le département français des Hautes-Alpes est, sous la Cinquième République, constitué de deux circonscriptions législatives, ce nombre étant stable depuis 1958. Leurs limites ont été redéfinies lors du découpage électoral de 2010, en vigueur à compter des élections législatives de 2012.

## Présentation
Par ordonnance du 13 octobre 1958 relative à l'élection des députés à l'Assemblée nationale, le département des Hautes-Alpes est constitué de deux circonscriptions électorales. 
Lors des élections législatives de 1986 qui se sont déroulées selon un mode de scrutin proportionnel à un seul tour par listes départementales, le nombre de deux sièges des Hautes-Alpes a été conservé.
Le retour à un mode de scrutin uninominal majoritaire à deux tours en vue des élections législatives suivantes, a maintenu ce nombre de deux sièges,, en revenant au découpage de 1958.
Le redécoupage des circonscriptions législatives réalisé en 2010 et entrant en application à compter des élections législatives de juin 2012, a modifié la répartition des circonscriptions des Hautes-Alpes, en maintenant le nombre de deux.

## Composition des circonscriptions

### Composition des circonscriptions de 1958 à 2012

Carte des circonscriptions des Hautes-Alpes de 1958 à 2012

À compter de 1958, le département des Hautes-Alpes comprend deux circonscriptions composées des cantons suivants :
- 1re circonscription : Aspres-sur-Buëch, Barcillonnette, La Bâtie-Neuve, Chorges, Gap (divisé ultérieurement en Gap-Campagne, Gap-Centre, Gap-Nord-Est, Gap-Nord-Ouest, Gap-Sud-Est, Gap-Sud-Ouest), Laragne-Montéglin, Orpierre, Ribiers, Rosans, Saint-Étienne-en-Dévoluy, Serres, Tallard, Veynes.
- 2e circonscription : Aiguilles, L'Argentière-la-Bessée, Briançon (divisé en 1973 en Briançon-Nord et Briançon-Sud), Embrun, La Grave, Guillestre, Le Monêtier-les-Bains, Orcières, Saint-Bonnet, Saint-Firmin, Savines.

### Composition des circonscriptions à compter de 2012
| Les circonscriptions des Hautes-Alpes depuis 2012 |
| ------------------------------------------------- |

| 2 1 |

Le redécoupage électoral de 2010 fait passer le canton de Chorges de la première à la deuxième circonscription. C'est a seule modification et le département comprend toujours deux circonscriptions regroupant les cantons suivants :
- 1re circonscription : Aspres-sur-Buëch, Barcillonnette, La Bâtie-Neuve, Gap-Campagne, Gap-Centre, Gap-Nord-Est, Gap-Nord-Ouest, Gap-Sud-Est, Gap-Sud-Ouest, Laragne-Monteglin, Orpierre, Ribiers, Rosans, Saint-Étienne-en-Dévoluy, Serres, Tallard, Veynes
- 2e circonscription : Aiguilles, L'Argentière-la-Bessée, Briançon-Nord, Briançon-Sud, Chorges, Embrun, La Grave, Guillestre, Le Monêtier-les-Bains, Orcières, Saint-Bonnet, Saint-Firmin, Savines-le-Lac

À la suite du redécoupage des cantons de 2014, les circonscriptions législatives ne sont plus composées de cantons entiers mais continuent à être définies selon les limites cantonales en vigueur en 2010. Les circonscriptions sont ainsi composées des cantons actuels suivants :
- 1re circonscription : cantons de Chorges (sauf communes de La Bâtie-Neuve, Montgardin et La Rochette) Gap-1, Gap-2, Gap-3, Gap-4, Laragne-Monteglin, Serres, Tallard et Veynes

- 2e circonscription : cantons de L'Argentière-la-Bessée, Briançon-1, Briançon-2, Embrun, Guillestre et Saint-Bonnet-en-Champsaur, communes de La Bâtie-Neuve, Montgardin et La Rochette